# Marian Muszkat
Marian Muszkat (ang. Marion Mushkat, hebr. ‏מריון מושקט‎, właśc. Maks Muszkat; ur. 20 listopada 1909 w Suwałkach, zm. 30 września 1995 w Hajfie) – polski prawnik, pułkownik Wojska Polskiego, sędzia wojskowy, specjalista z zakresu prawa międzynarodowego, wojskowego oraz stosunków międzynarodowych.

## Życiorys
Urodził się w rodzinie Mendla i Szyfry z domu Holcberg. Dzieciństwo spędził w Suwałkach, tam też ukończył gimnazjum i liceum (I Liceum Ogólnokształcące im. Marii Konopnickiej w Suwałkach), po czym w 1927 r. wyjechał na studia do Warszawy. Studiował na Uniwersytecie Warszawskim, polonistykę oraz prawo. W czasach studenckich, by zdobyć środki na utrzymanie, pracował jako urzędnik w warszawskich fabrykach, a także nauczyciel w szkole powszechnej. Był jednocześnie zagorzałym sympatykiem lewicy udzielającym się w akademickich organizacjach socjalistycznych „Pochodnia” i „Życie”. Jako wyróżniający się student, wyjechał na stypendium do Francji, gdzie na uniwersytecie w Nancy 1931 r. uzyskał tytuł inżyniera ekonomisty. Na tym samym uniwersytecie 11 lipca 1936 r. uzyskał tytuł doktora prawa na podstawie pracy z zakresu prawa karnego. W tym czasie pogłębiał swe zainteresowania jakimi były: prawo międzynarodowe publiczne, międzynarodowe prawo karne, stosunki międzynarodowe, a także kwestie dotyczące państw Trzeciego Świata (zwłaszcza afrykańskich) oraz norm prawnych bezwzględnie obowiązujących (ius cogens).
Po wybuchu II wojny światowej wyjechał do Wilna, gdzie pracował dla „Prawdy Wileńskiej”, jednocześnie wykładał na tamtejszym uniwersytecie. Na skutek wybuchu wojny niemiecko-radzieckiej, ewakuował się do ZSRR, gdzie w latach 1941–1943 był urzędnikiem w kołchozie w obwodzie gorkowskim, a następnie nauczycielem w Instytucie Pedagogicznym w Gzy-Ordzie. W maju 1943 r. wstąpił do ludowego Wojska Polskiego, gdzie po ukończeniu kursów na oficerów polityczno wychowawczych służył jako podporucznik w 1 Dywizji Piechoty im. Tadeusza Kościuszki. Piastował tam m.in. funkcje zastępcy dowódcy 2 pułku czołgów i szefa wydziału wychowawczego 1 Warszawskiej Brygady Pancernej im. Bohaterów Westerplatte. W październiku 1943 r., brał udział w ciężkich bojach w bitwie pod Lenino. Od 1944 r. wykładał w Szkole Oficerów Polityczno-Wychowawczych przy 1 Dywizji. Od 26 lipca tego roku był radcą prawnym w Sądzie Wojskowym 1 Armii Polskiej w ZSRR. Od 2 września do 20 grudnia 1944 był sędzią Najwyższego Sądu Wojskowego. 22 września tego roku został mianowany kapitanem. Od 5 stycznia 1945, w stopniu majora, pełnił służbę w Wydziale Sądownictwa Wojennego na stanowisku szefa Oddziału Ustawodowczo-Prawnego. Następnie pełnił w funkcję szefa wydziału orzekającego w sprawach zbrodni wojennych w Najwyższym Sądzie Wojskowym, zaś w latach 1945–1946 wiceprezesa tego sądu.
Od 1945 r. członek Polskiej Partii Robotniczej/Polskiej Zjednoczonej Partii Robotniczej.
5 grudnia 1946 r. dr inż. Muszkat został zdemobilizowany z wojska w stopniu pułkownika z prawem do noszenia munduru, jak czytamy for his heroic combat against Germany tj. za swój heroiczny wkład w walce przeciwko Niemiec.
W latach 1945–1946 został mianowany przez Ministerstwo Sprawiedliwości szefem Głównej Komisji Badania Zbrodni Niemieckich w Polsce. Między innymi wraz z prof. T. Cyprianem, reprezentował Polskę przy Komisji Narodów Zjednoczonych do Spraw Zbrodni Wojennych w Londynie.
15 lutego 1950 r. uzyskał stopień doktora habilitowanego i jednocześnie docenta UW, na podstawie rozprawy habilitacyjnej pt. „Międzynarodowe prawo karne, rozwój nowej dziedziny”. Był współzałożycielem i redaktorem dwutygodnika prawniczego „Prawo i Życie”. Pisał również do miesięczników Państwo i Prawo, Wojskowego Przeglądu Prawniczego, a nawet Zeszytów historycznych.
Od 1 października do 1954 r., samodzielny pracownik nauki Studium Zaocznego Wydziału Prawa UW. Na Uniwersytecie Warszawskim wykładał prawo karne wojskowe, a także prawo międzynarodowe w Katedrze Międzynarodowego Prawa Publicznego i Prywatnego kierowanej przez prof. Cezarego Berezowskiego (1953–1954). W 1954/1955 zastępca profesora przy Katedrze Prawa Międzynarodowego WP UW. Od 1955 do 30 kwietnia 1957 profesor nadzwyczajny Prawa Międzynarodowego na Wydziale Prawa UW. Wykładał również w Centralnej Szkole Prawniczej imienia prof. Teodora Duracza (1950–1953), Akademii Sztabu Generalnego i w Polskim Instytucie Spraw Międzynarodowych (1950–1951 – jego dyrektor). W 1954 r. delegowany przez PRL jako obserwator do Korei.
W swoich poglądach propagował socjalistyczne idee popierając przy tym swojego mentora jakim był Prokurator Generalny ZSRR Andriej Wyszynski. Muszkat miał wśród naukowców zagorzałych oponentów, jednym z nich był prof. Stefan Korboński. Według niego poglądy Muszkata robiły z sądu instytucję polityczną, z prokuratorów panów życia i śmierci każdego człowieka (...) a z adwokatów pomocników funkcjonariuszy milicji.. Warto nadmienić, iż na ową krytykę Korboński odważył się dopiero po swojej ucieczce z kraju, tak było i z innymi.
W latach 50. Muszkat zauważył, że sprawy w Polsce nie idą w dobrym kierunku, co wpłynęło na złagodzenie jego rewolucyjnych poglądów. Jak wspominał prof. Eugeniusz Piontek, W prywatnych rozmowach profesor Muszkat dystansował się wyraźnie od panujących stosunków. Nie wierzył też w możliwość demokratyzacji systemu. Akcentował raczej celowość unieruchamiania jego naturalnych skłonności do despotyzmu za pośrednictwem umacniania rygorów prawnych, krępujących samowolę władzy (...) Po 1956 r. skonstatował (...) Ten eksperyment już się skończył, od tej chwili można się już tylko spodziewać postępującego rozkładu.
W 1957 r. Muszkat wyjechał do Izraela, gdzie na Uniwersytecie Telawiwskim wykładał prawo międzynarodowe i stosunki międzynarodowe. Na prośby rządu Izraela był opiniodawcą w wielu strategicznych kwestiach polityki międzynarodowej podejmowanych przez ten kraj. W 1961 r. Instytut Jad Waszem wyznaczył go jako doradcę i koordynatora do procesu Adolfa Eichmanna.
Prof. Muszkat był członkiem wielu międzynarodowych instytutów, organizacji i stowarzyszeń, m.in.:
- Międzynarodowej Akademii Pokoju,
- Światowej Akademii Sztuki i Nauki,
- Amerykańskiej Akademii Nauk Politycznych i Społecznych,
- Akademii Studiów Światowych w San Francisco (konsultant),
- Rady Dyrektorów Atlantyckiego Centrum Prawa Międzynarodowego w Baltimore (skarbnik),
- Światowego Stowarzyszenia Federalistów w Denver (skarbnik),
- Instytutu Studiów nad Sprawiedliwością i Zachowaniami Społecznymi na Uniwersytecie Amerykańskim w Waszyngtonie (wykładowca).

Uczestniczył w wielu kongresach i sympozjach na całym świecie także z zakresu nauk politycznych, badań nad pokojem i futurologii. Jest autorem setek publikacji naukowych wydanych obok języka polskiego także po angielsku, francusku, rosyjsku, hebrajsku, węgiersku, czesku, a nawet chińsku. Redaktor i współautor pierwszego polskiego powojennego podręcznika do nauki prawa międzynarodowego – „Zarys prawa międzynarodowego publicznego” (Outline of the international public law), Muszkat M. (red.), Wydawnictwo Prawnicze, Warszawa 1955 i 1956 w dwóch tomach. Współtwórcami tegoż podręcznika byli również profesorowie: Cezary Berezowski, Remigiusz Bierzanek, Alfons Klafkowski, Kazimierz Kocot, Tadeusz Łychowski, Andrzej Skowroński i Krzysztof Skubiszewski.
Uczniami profesora Muszkata byli tacy profesorowie prawa międzynarodowego jak m.in. Lech Antonowicz oraz Eugeniusz Piontek.

## Wybrane publikacje[15]

### w języku polskim
- O unifikacji naszego ustroju sądowego, Łódź 1945
- Nowe oblicze sądownictwa wojskowego, Warszawa 1946
- Informowanie władz okupacyjnych jako zbrodnia wojenna, Warszawa 1948
- Na marginesie niektórych aktualnych zagadnień polskiego świata prawniczego, Toruń 1949
- Zagadnienie energii atomowej a walka o pokój, Warszawa 1949
- Ideologia amerykańskiego imperializmu – ciąg dalszy hitleryzmu, Warszawa 1950
- U źródeł imperialistycznej polityki ochrony zbrodniarzy wojennych. Studium o współczesnych aspektach zagadnienia ekstradycji, Warszawa 1950
- Walka o pokój a walka o wyzwolenie narodowe, Warszawa 1950
- Energia atomowa a walka o pokój i postęp, Warszawa 1952
- O projekcie Konstytucji Polskiej Rzeczypospolitej Ludowej, Warszawa 1952
- Podstawowe wiadomości o ustroju współczesnych państw kapitalistycznych, Warszawa 1952
- Zagadnienia polityki międzynarodowej. Przekształcenie ONZ w narzędzie agresji amerykańskiego imperializmu, Warszawa 1952
- Interwencja – zbrodniczy oręż polityki Stanów Zjednoczonych, Warszawa 1953
- Materiały do nauki prawa międzynarodowego cz. 1, Warszawa 1953
- Sprawa traktatu pokoju z Niemcami, Warszawa 1953
- Materiały do nauki prawa międzynarodowego cz. 2, Warszawa 1954
- Konflikt koreański. Zagadnienia prawno – międzynarodowe wojny i likwidacji jej skutków, Warszawa 1956

### w języku angielskim
- One legal aspect of the Polish regained territories, Warszawa 1948
- Polish Charges against German War Criminals submitted to the UN War Crimes Commission, Warszawa 1948
- The Protection of Human Rights, Warszawa 1948
- Some problems of Israel's Development:An Outline, Hamburg 1971
- The evolution of the Situation in Poland in 1980, Köln 1981
- Violence and peace-building in the Middle East, München – New York 1981
- The Third World and Peace, New York – Hampshire 1982
- Philo-Semitic and Anti-Jewish attitudes in Post-Holocaust Poland, Lewiston-Queenstown-Lampeter 1992

### w języku francuskim
- Les aspects criminologiques de la prostitution, Warszawa 1946
- Les revendications allemandes sur les territories polonaise occodentaux au point de vue du droit penal international, 1947
- La lutte contre la criminalite adolescente dans la legislation penale polonaise, Nancy 1949

### w języku hebrajskim
- משפט נירנברג (Proces norymberski), Jerozolima 1961
- לוחמים יהודים במלחמה נגד הנאצים. יהודים בכוחות בעלות הברית במלחע״ש (Bojownicy żydowscy w walce przeciwko nazizmowi. Żydzi w siłach alianckich w czasie II wojny światowej), Tel Awiw 1972

## Ordery i odznaczenia
- Order Krzyża Grunwaldu (1945)
- Krzyż Kawalerski Orderu Odrodzenia Polski (1945)
- Medal „Zasłużonym na Polu Chwały” (1943)
- Medal 10-lecia Polski Ludowej (19 stycznia 1955)[16]
- Medal „Za Odwagę” (ZSRR, 1943)